# Whistle In
«Whistle In» es una canción escrita por Brian Wilson para la banda de rock estadounidense The Beach Boys. Es la undécima y última canción de su álbum Smiley Smile de 1967.
Al igual que "You're Welcome" (el lado B de "Heroes and Villains"), "Whistle In" es un canto corto cantado por los Beach Boys. Cuenta con un piano de conducción honky-tonk y una línea de bajo eléctrico doblada por la voz de barítono bajo de Mike Love cantando la línea "dum, dum, dum, whistle in". Otras voces de acompañamiento y armonía son compartidas por los otros Beach Boys, que Carl Wilson dirige con las líneas "recuerda el día, recuerda la noche, todo el día", similar al sencillo de Shangri-Las de 1964 "Remember (Walking in the Sand)".
Se especuló erróneamente que se había obtenido de una sección de "Heroes y Villains" titulada "Whistling Bridge". No existe un vínculo discernible entre "Whistling Bridge" y "Whistle In" para sus títulos.
"Whistle In" se completó más tarde y se lanzó para Smiley Smile, el reemplazo del álbum SMiLE abortado.